# Ratkovo (district de Martin)
Ratkovo (hongrois : Vágratkó) est un village de Slovaquie situé dans la région de Žilina.

## Histoire
La première mention écrite du village date de 1489.

## Démographie

### Évolution de la population
| Année:               | 1994. | 2004.   | 2014.   | 2024.    |
| -------------------- | ----- | ------- | ------- | -------- |
| Nombre de personnes: | 175   | 187     | 181     | 213      |
| Différence:          |       | +6,85 % | -3,20 % | +17,67 % |

| Année:               | 2023. | 2024.   |
| -------------------- | ----- | ------- |
| Nombre de personnes: | 212   | 213     |
| Différence:          |       | +0,47 % |